# Doliops multifasciatus
Doliops multifasciatus es una especie de escarabajo del género Doliops, familia Cerambycidae. Fue descrita científicamente por Schultze en 1922.
Habita en Filipinas. Los machos y las hembras miden aproximadamente 12,5 mm. El período de vuelo de esta especie ocurre en todos los meses del año excepto en enero, abril y mayo.